# Minería en el fondo del mar

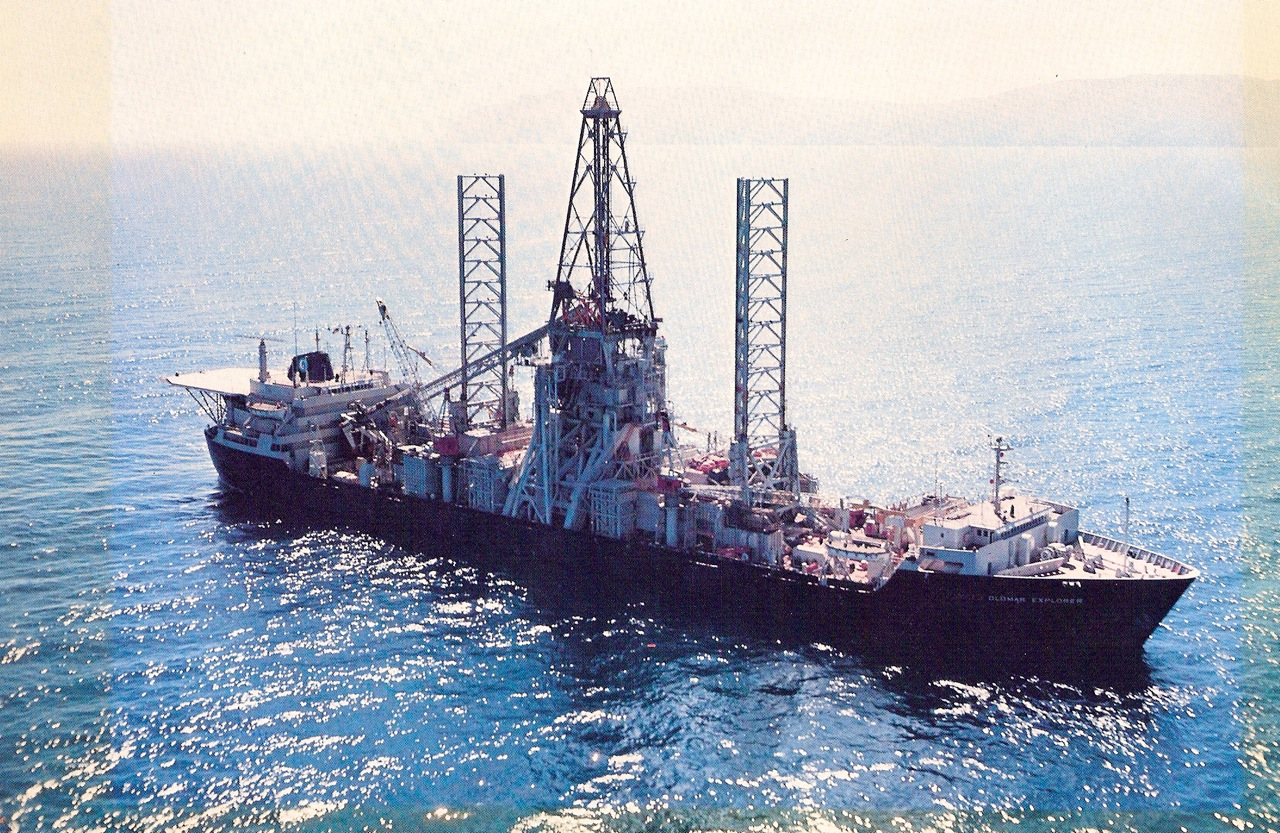
Barco de Minería o Extracción de Minerales (Imagen No Verificada).

La minería en el fondo del mar también conocida como minería submarina o minería oceánica, es un proceso de extracción mineral relativamente nuevo, que se da lugar en el fondo marino. Los yacimientos de minería oceánica se suelen hacer en torno a grandes áreas de nódulos polimetálicos o fuentes hidrotermales activas o extintas a unos 1.400-3.700 metros bajo la superficie oceánica. Las fuentes hidrotermales crean depósitos de sulfuros que contienen metales preciosos como plata, oro, cobre, manganeso, cobalto y zinc. Los depósitos son extraídos utilizando bombas hidráulicas o sistemas de cubeta que llevan el mineral a la superficie para ser procesado. Como ocurre con todas las operaciones mineras, la minería en alta mar plantea interrogantes acerca de los daños ambientales de las zonas circundantes.

## Historia
A mediados de los 60 la prospección de la minería oceánica vino de la mano de la publicación de Recursos minerales del mar de J. L. Mero. El libro afirmaba que se podrían encontrar suministros casi ilimitados de cobalto, níquel y otros metales en los océanos del planeta. Mero declaró que estos metales se produjeron en depósitos de nódulos de manganeso, que aparecieron como masas de sedimento comprimido en el fondo marino a profundidades de 5.000 metros. Algunas naciones, incluyendo Francia, Alemania y Estados Unidos, enviaron barcos de investigación en busca de depósitos de nódulos. Las estimaciones iniciales de la viabilidad de la minería marina resultaron ser muy exageradas. Esta sobre estimación, mezclada con un descenso en los precios del metal, llevó prácticamente a abandonar la minería de nódulos en 1982. De la década de los 60 a 1984 se estima que se gastaron 650 millones de dólares americanos en el proyecto, con poco o ningún provecho.
En la pasada década, ha comenzado una nueva fase de la minería marina. La creciente demanda de metales preciosos en Japón, China, Corea e India ha presionado a estos países en la búsqueda de nuevas fuentes. Se ha desplazado recientemente el interés hacia los respiraderos hidrotermales como fuente de metales en lugar de nódulos dispersos. La transición hacia la información basada en electricidad y la infraestructura de transporte actual de la sociedad occidental presiona la demanda de metales preciosos. El renovado interés en la minería de nódulos fosforosos en los cañones del suelo oceánico para conseguir fertilizantes artificiales basados en fósforo está teniendo una importancia significante en el mundo de la producción de alimentos. El aumento de la población mundial presiona la necesidad de fertilizantes artificiales.
Actualmente, el yacimiento marino con mayor potencial, el Proyecto Solwara I, fundado en aguas de Papúa Nueva Guinea, es una fuente de alto grado de cobre y oro y el primer suministrador de sulfuros masivos del lecho marino (Seafloor Massive Sulphide, SMS). El Proyecto Solwara I se encuentra a 1600 metros bajo el nivel del mar en el mar de Bismarck, Provincia de Nueva Irlanda. Usando la última tecnología ROV (Vehículo sumergible operado remotamente), Nautilus Minerals Inc. será la primera compañía de su clase que comience una excavación a tamaño completo de los depósitos minerales marinos. Se espera la primera producción para 2013.

### Leyes y regulaciones
Las regulaciones más notables en la minería marina llegaron a través de la Convención de las Naciones Unidas sobre el Derecho del Mar de 1973 a 1982, que finalmente se llevaron a cabo en 1994. La convención fijó la International Seabed Authority (ISA), que regula la minería marina de las naciones fuera de su Zona Económica Exclusiva (un área de 200 km que rodea la costa de una nación). La ISA necesita que las naciones interesadas en la minería marina exploren dos yacimientos y cedan uno a la ISA, así como un préstamo de tecnología durante un periodo de 10 a 20 años. Estos requerimientos parecían razonables, ya que se cree que la minería de nódulos será extremadamente prolífica. A pesar de esto, lo estricto de dichos requisitos llevó a algunos países industrializados a rechazar firmar el trato inicial en 1982.

## Recursos extraídos
Las profundidades marinas contienen diversos recursos disponibles para su extracción, incluyendo plata, oro, cobre, manganeso, cobalto y zinc. Estos materiales en bruto se encuentran en varios formatos en el fondo marino, normalmente en mayor concentración que en minas terrestres.
Minerales y profundidad
| Tipo de yacimiento mineral | Profundidad media | Recursos encontrados                                     |
| -------------------------- | ----------------- | -------------------------------------------------------- |
| Nódulos polimetálicos      | 4,000 - 6,000 m   | Níquel, cobre, cobalto y manganeso                       |
| Costras de manganeso       | 800 - 2,400 m     | Sobre todo cobalto, algo de vanadio, molibdeno y platino |
| Depósitos de sulfuro       | 1,400 - 3,700 m   | Cobre, plomo y zinc, algo de oro y plata                 |

También son extraídos diamantes del fondo oceánico por De Beers y otros. Nautilus minerals Inc y Neptune Minerals están planeando hacer extracciones cerca de la costa de Papúa Nueva Guinea y Nueva Zelanda.

## Métodos de extracción
Los recientes avances tecnológicos han hecho que el uso de remotely operated vehicles (ROVs) para recoger muestras minerales de posibles yacimientos vaya en aumento. Usando perforadoras y otras herramientas de corte, los ROV obtienen muestras para analizar en busca de materiales preciosos. Una vez hallado el emplazamiento, se instala una estación o barco para extraer mineral del área.
Hay dos formas predominantes de extraer el mineral teniendo en cuenta la escala de las operaciones: sistema continuo de cubeta (CLB continuous-line bucket) y sistema de succión hidráulica. El sistema CBL es el método preferente para la extracción de nódulos. Funciona de manera similar a un cinturón trasportador, moviéndose desde el fondo oceánico hasta la superficie, donde un barco o una plataforma minera extrae los minerales deseados y devuelve el relave al océano. La minería por succión hidráulica baja una tubería hasta el fondo del mar que transfiere los nódulos hasta el barco minero. Otra tubería desde el barco hasta el fondo devuelve el relave al área del yacimiento.
En los últimos años, las áreas mineras más prometedoras han sido las Cuencas Central y Este de Manus, cerca de Papúa Nueva Guinea y el cráter de Conical Seamount en el este. Estos lugares mostraron cantidades prometedoras de oro en el área de los depósitos de sulfitos (una media de 26 partes por millón). La relativa poca profundidad de 1050 metros, junto a la proximidad de plantas procesadoras de oro hacen de este lugar un excelente yacimiento.

## Impacto ambiental
Como la minería marina es un campo relativamente nuevo, las consecuencias de las operaciones mineras a gran escala todavía son desconocidas. Aun así, los expertos coinciden en que la eliminación de partes del fondo oceánico traerá perturbaciones a la capa bentica, aumentando la toxicidad de la columna de agua y de los penachos de sedimentos de los relaves. Eliminar partes del lecho oceánico perturba el hábitat de los organismos benthicos, posiblemente, dependiendo del tipo de minería y de la localización, provocando alteraciones permanentes. Aparte del impacto directo de la minería en la zona, las fugas, derrames y la corrosión alteraría la composición química del área.
Entre los impactos de la minería marina, los penachos de sedimentos podrían ser la mayor amenaza. Estos se causan cuando el relave minero, normalmente partículas diminutas, se vierte de nuevo al océano, creando una nube de partículas flotantes en el agua. Hay dos tipos de penachos: en la superficie y en el fondo. Los profundos ocurren cuando el relave se bombea de vuelta al yacimiento. Las partículas flotantes aumentan la turbidez, o nubosidad, del agua, obstruyendo el filtro alimenticio de los organismos benthicos. En la superficie estos desechos causan un problema aún mayor. Dependiendo del tamaño de las partículas y de las corrientes marinas, los penachos pueden abarcar vastas áreas. Los penachos podrían afectar al zooplankton y a la penetración luminosa, afectando así a la cadena alimenticia del lugar.